# PRIME
PRIME（プライム、PRedictive IME）とは、予測入力システムを搭載したかな漢字変換プログラム。予測入力を採用することで、少ないキーストロークで長い文入力することが出来る。その反面に環境によっては入力が鈍くなることがある。ライセンスはGPLバージョン2。

## 特徴
以下に、PRIMEの公式ホームページに記述されている特徴を引用する。ただし、POBoxと呼ばれる他の予測入力システムを搭載したかな漢字変換プログラムと比較した場合の特徴である。
- 連文節変換の実現
- 単語辞書に品詞や頻度などを付与
- 複数の接続方法

## クライアント
PRIMEはかな漢字変換を受け持つサーバであるため、ローマ字からかなへの変換を行うためのクライアントが必要になる。PRIMEでは以下のクライアントを利用することが出来る。
- uim
- Emacs